# The Pointer Sisters
Pointer Sisters – amerykańska grupa muzyczna wykonująca R&B i pop. Założona została w 1970 przez cztery siostry Pointer z Oakland – June, Bonnie, Anitę i Ruth. Wkrótce jednak jedna z nich rozpoczęła karierę solową. Pointer Sisters zdobyły serca słuchaczy w 1975 roku wydając singel „How Long (Betcha’ Got a Chick on the Side)”. Wkrótce potem ukazały się kolejne hity „He’s So Shy”, „Slow Hand”, „Automatic”, „Jump (For My Love)” i największy przebój znany i lubiany do dziś „I’m So Excited”, które umocniły pozycję formacji na listach przebojów muzyki R&B i pop. Pod koniec lat 80. i na początku 90. Pointer Sisters nie wydawały już longplayów tak często, skoncentrowały się na kameralnych występach. W roku 1996 ukazał się jeszcze album „Ain’t Misbehavin'”, ale nie zdobył on już ani popularności, ani oczekiwanego uznania. Członkami formacji były: Anita Pointer, Ruth Pointer, Issa Pointer i June Pointer.

## Dyskografia
- 1973 – The Pointer Sisters (Blue Thumb)
- 1974 – That’s A Plenty (Blue Thumb)
- 1974 – Live At The Opera House (Blue Thumb)
- 1975 – Steppin’ (Blue Thumb)
- 1977 – Having A Party (Blue Thumb)
- 1978 – Energy (Planet)
- 1979 – Priority (Planet)
- 1980 – Special Things (Planet)
- 1981 – Black & White (Planet)
- 1982 – So Excited (Planet)
- 1983 – Break Out (Planet)
- 1985 – Contact (RCA)
- 1986 – Hot Together (RCA)
- 1988 – Serious Slammin’ (RCA)
- 1990 – Right Rhythm (Motown)
- 1993 – Only Sisters Can Do That (SBK)
- 1996 – Ain’t Misbehavin’ (The New Cast Recording, Musical) (RCA)
- 2004 – The Collection (live) (Madacy)